# Antonio Citterio (architetto)
Il marchese Antonio Citterio (Milano, 12 aprile 1853 – Milano, 15 gennaio 1936) è stato un architetto italiano.

## Biografia
Laureato nel 1879 in Architettura civile presso il Regio Istituto Tecnico Superiore di Milano, poi Politecnico, dove fu allievo di Camillo Boito, durante gli studi universitari aveva avuto la possibilità di viaggiare e di trascorrere un periodo di perfezionamento a Zurigo. Grazie all'elevata posizione sociale e alle conoscenze altolocate familiari entrò subito nel mondo professionale come architetto di fiducia di alcune famiglie aristocratiche.
Appartenente alla generazione di architetti quali Cecilio Arpesani, Ruggero Berlam, Luca Beltrami, Luigi Broggi e Achille Majnoni d'Intignano, suo caro amico, Citterio si occupò della costruzione di nuovi edifici, palazzi e ville di campagna oltre che di interni e arredi: sue sono Villa Meli Lupi di Soragna a Vigatto (1885), Villa Besana a San Giovanni di Bellagio sul Lago di Como (1891), Jacini a Zuccone (1893), Villa Prinetti a Montesiro (1903) e Villa Zileri dal Verme a Mamiano (1900–1904), Villa Campori a Castelvetro di Modena.
A Milano progetta Palazzo Stanga in via Carducci n. 37 (1887), il Palazzo della Cassa Sovvenzioni in via Dante n. 15, edificio vincitore del secondo premio di 115 000 lire per le nuove costruzioni sulla nuova via (1888), il Palazzo Bocconi in corso Venezia n. 72 (1908–13) e Palazzo Mazzotti Biancinelli in piazza Castello n. 28 (1920).
Fu socio onorario dell'Accademia di Brera dal 1894.